# Machnín
Machnín – część miasta ustawowego Liberec. Znajduje się w północno-zachodniej części miasta. Zarejestrowanych jest tutaj 243 adresów i mieszka na stałe ponad 1 000 osób.